# Técou
Técou är en kommun i departementet Tarn i regionen Occitanien i södra Frankrike. Kommunen ligger i kantonen Cadalen som tillhör arrondissementet Albi. År 2022 hade Técou 1 099 invånare.

## Befolkningsutveckling
Antalet invånare i kommunen Técou
| Referens: INSEE |